# Cornuțel
Cornuțel (románul: Cornuțel, ukránul: Корнуцел) falu Romániában, a Bánságban, Krassó-Szörény megyében.

## Fekvése
Ökörpatak közelében fekvő település.

## Népessége
| Lakosok száma | 770  | 1115 | 1246 | 1067 | 1025 | 953  | 817  |
|               | 1956 | 1966 | 1977 | 1992 | 2002 | 2011 | 2021 |

## Története
Cornuţel korábban a Rutintelep községhez tartozó Rugyinóc (Ruginosu) része volt. 1956-ban vált külön településsé 770 lakossal. 1966-ban 1115 lakosából 51 román, 1 magyar, 2 német és 1060 ukrán volt. 1977-ben 1246 lakosából 90 román, 3 magyar, 2 német és 1143 ukrán, 1992-ben 1067 lakosából 65 román, 1 magyar, 1 német és 999 ukrán, 1 cseh volt. A 2002-es népszámláláskor pedig 1025 lakosából 99 román, 924 ukrán és 2 cseh volt.